# Petaling Jaya
Petaling Jaya es una ciudad de Malasia situada en las afueras de Kuala Lumpur, constituyendo una de sus ciudades satélite compuesta por áreas esencialmente industriales y residenciales. Se encuentra en el estado de Selangor. Tiene un área de 97,2 km². 
Según el censo de 2004 su población era de 480.000 habitantes, compuesta en un 55% por chinos, 30% malayos, y un 13% de indios.
Fue fundada en 1954 con base en un desarrollo inglés de 800 casas iniciado dos años antes, en el sitio actualmente conocido como la "ciudad vieja". El 20 de junio de 2006 obtuvo el estatuts de ciudad. 
Aquí se encuentra el Hospital Assunta, un centro de salud privado. 